# رود شادریخا
رود شادریخا (انگلیسی: Shadrikha) یک رود استان نووسیبیرسک در کشور روسیه است.